# Ren Ruiping
Ren Ruiping (née le 1er février 1976 dans la province du Shandong) est une athlète chinoise spécialiste du triple saut. 

## Carrière

### Palmarès
| Année | Compétition                    | Lieu      | Résultat | Performance |
| ----- | ------------------------------ | --------- | -------- | ----------- |
| 1993  | Championnats d'Asie            | Manille   | 1re      | 14,05 m     |
| 1994  | Championnats du monde junior   | Lisbonne  | 2e       | 14,36 m     |
| 1995  | Championnats du monde en salle | Barcelone | 3e       | 14,37 m     |
| 1995  | Championnats du monde          | Göteborg  | 6e       | 14,25 m     |
| 1995  | Championnats d'Asie            | Djakarta  | 1re      | 13,99 m     |
| 1996  | Jeux olympiques                | Atlanta   | 6e       | 14,30 m     |
| 1998  | Jeux asiatiques                | Bangkok   | 1re      | 14,27 m     |
| 1998  | Championnats d'Asie            | Fukuoka   | 1re      | 14,11 m     |
| 2000  | Jeux olympiques                | Sydney    | 26e      | 13,16 m     |

### Records
| Épreuve          | Performance | Lieu         | Date              |
| ---------------- | ----------- | ------------ | ----------------- |
| Saut en longueur | 6,51 m      | Shijiazhuang | 24 septembre 1996 |
| Triple saut      | 14,66 m     | Hiroshima    | 29 avril 1997     |

| Épreuve     | Performance | Lieu      | Date         |
| ----------- | ----------- | --------- | ------------ |
| Triple saut | 14,37 m     | Barcelone | 11 mars 1995 |